# Nick Cave and the Bad Seeds
Nick Cave and the Bad Seeds – australijski zespół muzyczny wykonujący muzykę rockową.

## Historia
Zespół powstał w 1984 roku jako spadkobierca zespołu The Birthday Party, który zakończył swoje istnienie na skutek nieporozumień Nicka Cave’a oraz Rowlanda S. Howarda. Dwóch innych członków postanowiło kontynuować ze sobą współpracę: Nick Cave, lider i wokalista poprzedniego zespołu, oraz Mick Harvey, multiinstrumentalista oraz wieloletni członek The Birthday Party. Do nich dołączyli kolejni muzycy: gitarzysta Blixa Bargeld z zespołu Einstürzende Neubauten, drugi gitarzysta, Hugo Race oraz znany z zespołu Magazine basista Barry Adamson. W pierwotnym składzie wymieniona jest także Anita Lane, ówczesna dziewczyna Nicka Cave’a i autorka kilku tekstów śpiewanych przez zespół. W trakcie pierwszego tournée po Australii do składu dołączył również były członek The Birthday Party Tracy Pew.
Nazwa zespołu została przyjęta przez Cave’a w dokładnie taki sam sposób, jak zrobił to kilka lat wcześniej. Po wydaniu przez The Boys Next Door (pierwszy zespół Cave’a założony w 1976 roku) płyty zatytułowanej The Birthday Party muzycy nagle postanowili zmienić nazwę zespołu właśnie na wcześniej wymienioną The Birthday Party. W omawianym przypadku ostatnią oficjalną płytą zespołu The Birthday Party była płyta The Bad Seed i stąd została zaczerpnięta nazwa obecnego zespołu artysty.
Po rozstaniu się z Anitą Lane na początku lat osiemdziesiątych Cave przeprowadził się do Berlina. W tym czasie powstawały kolejne albumy The Bad Seeds: The Firstborn Is Dead, Kicking Against the Pricks, Your Funeral, My Trial oraz Tender Prey. Na płycie Kicking Against the Pricks, w utworze „Muddy Water”, partię skrzypiec wykonała matka Cave'a – Dawn. Kicking Against the Pricks był pierwszym albumem, który został nagrany ze szwajcarskim perkusistą Thomasem Wydlerem grającym wcześniej w zespole Die Haut. Thomas Wydler jest drugim członkiem zespołu o najdłuższym stażu w aktualnym składzie.
W 1987 roku The Bad Seeds wystąpili w filmie Wima Wendersa Niebo nad Berlinem. Od roku 1990 wszyscy członkowie zespołu jednomyślnie postanowili zaprzestać zażywania tzw. twardych narkotyków. W tym samym roku dokonano przeprowadzki do Brazylii oraz wydano album The Good Son. Kolejną płytą zespołu była wydana w 1992 roku Henry’s Dream, w nagraniu której udział wzięli nowi członkowie zespołu, Martyn Casey oraz Conway Savage. Następnym albumem był Let Love In z 1994 roku.
W 1996 Nick Cave and the Bad Seeds wydali Murder Ballads. Zawarta jest na nim piosenka „Henry Lee”, duet ze znaną brytyjską piosenkarką rockową PJ Harvey (z którą Cave miał przelotny romans w tym czasie), oraz „Where the Wild Roses Grow”, duet z australijską piosenkarką pop Kylie Minogue. Piosenka ta okazała się jak do tej pory największym przebojem zespołu, zdobywając trzy nagrody australijskiego przemysłu muzycznego ARIA Awards, w tym tytuł „Piosenka roku”.
Kolejny album, The Boatman’s Call (1997), jest naznaczony radykalną zmianą od swojego pierwotnego archetypu i narracji nacechowanej przemocą do biograficznych i pełnych wyznań piosenek dotyczących związków z brazylijką Carneiro oraz PJ Harvey. Ten album jest także bardziej ukierunkowany na grę na pianinie wykonywaną przez samego Cave’a.
Następnym krokiem Cave’a była krótka przerwa związana z rehabilitacją z ponad 20-letniego nadużywania heroiny oraz alkoholu, a także ślubem artysty. W 2001 roku zespół wydał album No More Shall We Part.
Następnym albumem, wydanym w 2003 roku, był Nocturama, który nie wzbudził zachwytu wśród słuchaczy. W tym czasie Bargeld ogłosił chęć rozstania z zespołem po prawie 20 latach wspólnego grania. Wykonał ten krok, aby móc skupić się bardziej na swoim pierwotnym zespole, Einstürzende Neubauten. Po jego odejściu z pierwotnego składu zespołu pozostali tylko dwaj członkowie Mick Harvey oraz Nick Cave. W następnym roku Cave wydał swoją pierwszą w karierze podwójną płytę – dobrze przyjęty album Abattoir Blues/The Lyre of Orpheus.
W 2005 roku pojawiła się na rynku składanka B-Sides & Rarities, trzypłytowy album, na którym zawarto kolekcję 56 utworów ze stron B singli, niepublikowane wcześniej nagrania oraz utwory zawarte tylko na ścieżkach dźwiękowych do filmów.
W marcu 2008 roku zespół wydał swoją czternastą studyjną płytę zatytułowaną Dig, Lazarus, Dig!!!, do której napisania zainspirowała artystów biblijna przypowieść o wskrzeszeniu Łazarza przez Jezusa Chrystusa.
W ciągu wielu lat nieprzerwanego istnienia zespół przeszedł wiele zmian personalnych, jednakże od samego początku niekwestionowanym liderem pozostaje Nick Cave. 22 stycznia 2009 roku z powodów osobistych i zawodowych z zespołu odszedł jeden z założycieli i głównych postaci The Bad Seeds, Mick Harvey. Zastąpił go gitarzysta Ed Kuepper, który występował wcześniej w takich australijskich zespołach jak The Saints oraz Laughing Clowns.

## Skład zespołu
- Nick Cave – śpiew, pianino, organy, harmonijka, instrumenty perkusyjne, gitara elektryczna, aranżacje smyczkowe (1984–)
- Thomas Wydler – perkusja, instrumenty perkusyjne, śpiew (1985–)
- Martyn P. Casey – gitara basowa, śpiew (1990–)
- Warren Ellis – skrzypce, gitara slide, mandolina, gitara tenorowa, altówka, buzuki, akordeon, flet, lutnia, pianino, instrumenty perkusyjne, aranżacje smyczkowe, śpiew (1994–)
- Jim Sclavunos – instrumenty perkusyjne, perkusja, organy, melodyka, śpiew (1994–)
- George Vjestica – gitary akustyczne i elektryczne, pianino, śpiew (2013–)
- Toby Dammit – pianino, organy, wibrafon, melotron (2015-)

Poza występami z pełnym składem zespołu the Bad Seeds, Cave od lat 90., daje koncerty na wpół solowe w których występuje on sam grając na pianinie, Ellis na skrzypcach oraz zmienna sekcja rytmiczna w postaci gitary basowej i perkusji. Obecnie towarzyszące mu trio to Martyn P. Casey, Jim Sclavunos oraz Warren Ellis (czasem nazywani Mini-Seeds).

### Byli członkowie, goście oraz muzycy koncertowi
- Conway Savage (nie żyje) – pianino, organy, śpiew (1991-2016)
- Mick Harvey – gitara elektryczna, gitara akustyczna, gitara basowa, perkusja, organy, instrumenty perkusyjne, pianino, aranżacje smyczkowe, śpiew; ostatni z pierwotnego składu The Bad Seeds oraz były członek The Birthday Party; odszedł po prawie 26 latach współpracy z Nickiem Cavem (1984–2009)
- James Johnston – organy, gitara elektryczna, gitara akustyczna, śpiew (2003–2008)
- Blixa Bargeld – gitara elektryczna, gitara slide, gitara typu pedal steel, śpiew (1984–2003); pierwotny członek zespołu który odszedł po prawie 20 latach
- Anita Lane – teksty (1984)
- Barry Adamson – gitara basowa, gitara elektryczna, perkusja, organy, pianino, instrumenty perkusyjne, śpiew (1984-1986)
- Hugo Race – gitara elektryczna, śpiew (1984)
- Rowland S. Howard (nie żyje) – gitara elektryczna, organy, śpiew
- Tracy Pew (nie żyje) – gitara basowa (1984, gościnnie 1986)
- Kid Congo Powers – gitara elektryczna, gitara slide (1986-1989)
- Roland Wolf (nie żyje) – pianino, organy, gitara elektryczna, śpiew (1986-1989)
- Ed Kuepper – gitara (2009, 2013)

### Narodowości
Lider zespołu Cave przeprowadził się z Melbourne do Londynu w 1980. Od czasu utworzenia The Bad Seeds w 1984 mieszkał w Berlinie, São Paulo, Londynie oraz Brighton. Narodowości obecnych oraz byłych członków zespołu to:
- Australijczycy: Nick Cave, Mick Harvey, Tracy Pew, Rowland S. Howard, Hugo Race, Conway Savage i Warren Ellis
- Anglicy: Barry Adamson, James Johnston i Martyn P. Casey
- Niemcy: Blixa Bargeld i Roland Wolf
- Szwajcar: Thomas Wydler
- Amerykanie: Kid Congo Powers i Jim Sclavunos

## Dyskografia

### Albumy
- From Her to Eternity (1984)
- The Firstborn Is Dead (1985)
- Kicking Against the Pricks (1986)
- Your Funeral, My Trial (1986)
- Tender Prey (1988)
- The Good Son (1990)
- Henry’s Dream (1992)
- Let Love In (1994)
- Murder Ballads (1996)
- The Boatman’s Call (1997)
- No More Shall We Part (2001)
- Nocturama (2003)
- Abattoir Blues/The Lyre of Orpheus (2CD) (2004)
- Dig, Lazarus, Dig!!! (2008)
- Push the Sky Away (2013)
- Skeleton Tree (2016)
- Ghosteen (2019)
- Wild God (2024)

## Nagrody i wyróżnienia
- 2007 ARIA Awards ARIA Hall of Fame
- 2001 ARIA Awards: Best Male Artist – No more shall we part
- 2001 APRA Awards: „The Ship Song” – Top 30 Best Australian Songs
- 1996 ARIA Awards: Song of the Year & Single of the Year & Best Pop Release („Where the wild roses grow")